# Lol Crawley
Laurie Crawley, accreditato come Lol Crawley, (Shrewsbury, 2 novembre 1974) è un direttore della fotografia britannico.

## Biografia
È stato ispirato dallo stile del direttore della fotografia Anthony Dod Mantle.
Si è fatto notare per la prima volta grazie al film indipendente Ballast, per il quale è stato premiato al Sundance Film Festival 2008 e ha ricevuto una candidatura agli Independent Spirit Awards. Ha diretto la fotografia dei video musicali di musicisti inglesi tra cui i Coldplay, vincendo nel 2010 un UK Music Video Award per Stay Too Long del rapper Plan B. L'anno seguente, tre film di cui ha diretto la fotografia sono stati presentati al Sundance: On the Ice, Here e  il cortometraggio Baby, con Daniel Kaluuya.
Nel 2013 è entrato a far parte della British Society of Cinematographers, mentre nel 2016 il sito The Playlist l'ha incluso nella propria lista dei «20 cineasti da tenere d'occhio». Ha girato in pellicola i film di Brady Corbet L'infanzia di un capo e Vox Lux, venendo candidato a un altro Independent Spirit Award per il primo, e il film di Netflix Le strade del male. In televisione ha lavorato ad Utopia, The OA e Black Mirror.

## Filmografia

### Cinema
- Ballast, regia di Lance Hammer (2008)
- Four Lions, regia di Chris Morris (2011)
- Baby, regia di Daniel Mulloy - cortometraggio (2011)
- On the Ice, regia di Andrew Okpeaha MacLean (2011)
- Here, regia di Braden King (2011)
- A Royal Weekend (Hyde Park on Hudson), regia di Roger Michell (2012)
- Mandela - La lunga strada verso la libertà (Mandela: Long Walk to Freedom), regia di Justin Chadwick (2013)
- 45 anni (45 Years), regia di Andrew Haigh (2015)
- The Childhood of a Leader - L'infanzia di un capo (The Childhood of a Leader), regia di Brady Corbet (2015)
- Vox Lux, regia di Brady Corbet (2018)
- Il giardino segreto (The Secret Garden), regia di Marc Munden (2020)
- Le strade del male (The Devil All the Time), regia di Antonio Campos (2020)
- The Humans, regia di Stephen Karam (2021)
- Rumore bianco (White Noise), regia di Noah Baumbach (2022)
- The Brutalist, regia di Brady Corbet (2024)

### Televisione
- The Crimson Petal and the White  – miniserie TV, 4 episodi (2011)
- Turn: Washington's Spies – serie TV, episodio 1x01 (2014)
- Utopia – serie TV, 6 episodi (2014)
- The OA – serie TV, 8 episodi (2016)
- Black Mirror – serie TV, episodio 4x03 (2017)

### Video musicali
- Stay Too Long – Plan B (2010)
- She Said – Plan B (2010)
- Love Goes Down – Plan B (2010)
- Hang With Me – Robyn (2010)
- Charlie Brown – Coldplay (2011)
- Take Another Ride – Kassidy (2011)
- The 2nd Law: Isolated System – Muse (2012)
- Thinking About You – Calvin Harris feat. Ayah Marar (2013)
- The One That Got Away – The Civil Wars (2013)

## Riconoscimenti
- Independent Spirit Awards
  - 2009 - Candidato alla miglior fotografia per Ballast
  - 2013 - Candidato alla miglior fotografia per Here
  - 2017 - Candidato alla miglior fotografia per L'infanzia di un capo
- Sundance Film Festival
  - 2008 - Miglior fotografia per Ballast
- UK Music Video Awards
  - 2010 - Miglior fotografia per Stay Too Long